# 地福寺 (三好市)
地福寺（じふくじ）は、徳島県三好市井川町井内東にある真言宗御室派の寺院である。山号は南前山。本尊は大日如来。新四国曼荼羅霊場66番札所。阿波西国三十三観音霊場15番札所。四国阿波八供養菩薩霊場「金剛香菩薩」。

## 歴史
室町時代までは日ノ丸山の中腹にあったと伝わる。
屋島の戦いに敗れた平教経が安徳天皇を守護して地福寺に仮偶し、平家の赤旗二流を残して祖谷の里に入ったと云われている。また、南北朝時代には脇屋義治が当寺に滞留し、後に八石城を築いたと伝わる。

## 文化財
徳島県指定有形文化財
- 地福寺大般若経・附唐櫃三合 - 1986年（昭和61年）[2]
- 大日如来坐像 - 1992年（平成4年）

## 前後の札所
新四国曼荼羅霊場
65番 願成寺 ---- 66番 地福寺 ---- 67番 瀧寺

## 交通案内
- 四国旅客鉄道（JR四国）徳島線 辻駅より車で約10分。